# Vũ Quang
Vũ Quang là một huyện miền núi biên giới thuộc tỉnh Hà Tĩnh, Việt Nam.

## Địa lý
Huyện Vũ Quang nằm ở phía Tây Bắc của tỉnh Hà Tĩnh, có vị trí địa lý: 
- Phía đông giáp huyện Đức Thọ
- Phía nam giáp huyện Hương Khê
- Phía bắc giáp huyện Hương Sơn
- Phía tây giáp Lào.

Huyện Vũ Quang cách thành phố Hà Tĩnh 70 km về phía tây, có 42 km đường biên giới tiếp giáp với Lào. Huyện có Vườn quốc gia Vũ Quang.
Huyện Vũ Quang có 62.284 ha diện tích tự nhiên và 35.877 nhân khẩu. 3,9% dân số theo đạo Thiên Chúa.

### Tài nguyên thiên nhiên
Những nguồn tài nguyên đặc thù của Vũ Quang đó là tài nguyên rừng và khoáng sản.
- Tài nguyên rừng của huyện Vũ Quang hết sức đa dạng và phong phú, tập trung chủ yếu ở Vườn Quốc gia Vũ Quang.Vườn Quốc gia Vũ Quang tiền thân là Lâm trường Vũ Quang, sau đó đổi thành Khu bảo tồn thiên nhiên Vũ Quang, rồi Vườn Quốc gia Vũ Quang (30/07/2002). Hiện Vườn Quốc gia Vũ Quang có khoảng 76% diện tích rừng là rừng tự nhiên bao gồm 2 kiểu rừng chính: - Rừng kín thường xanh á nhiệt đới (phân bố trên độ cao 1000m): Loại rừng này chiếm khoảng 20%diện tích Vườn, nổi bật với 2 loài ưu thế là Pơ Mu Fokiania hodginsii và Hoàng Đàn Cupressus torulosa. - Rừng xanh kín nhiệt đới(Phân bố ở độ cao dưới 1000m) có trữ lượng cao, nhiều cây gỗ lớn. Hiện đã thống kê gần 500 loài thực vật bậc cao với nhiều loài quý hiếm như: Lát hoa, Cẩm lai, Lim, Dổi, Pơ mu, Hoàng đàn, Trầm hương... và nhiều loài dược liệu quý. Động vật rừng rất đa dạng,trong đó có nhiều loài quý hiếm như: hổ, voi (Elephas maximus), Sao la (Pseudoryx nghetinhensis), Mang lớn (Megamuntiacus vuquangensis), bò tót, voọc, chà vá... Tuy nhiên do lịch sử lâu đời, nhân dân trong vùng chủ yếu sống dựa vào rừng, vì vậy hiện nay tình trạng khai thác gỗ, săn bắt thú rừng ở đây vẫn diễn ra phổ biến.Bên cạnh đó, sự thờ ơ và lỏng lẻo trong quản lý của các cơ quan chức năng đang dần đẩy nguồn tài nguyên rừng ở đây đi vào cạn kiệt.
- Vũ Quang non nước hữu tình, được đánh giá có nhiều cảnh đẹp
- Các loại cam là cây trồng chủ lực trên địa bàn huyện, huyện đang hướng tới xây dựng và quảng bá thương hiệu cam Vũ Quang nhằm tìm chỗ đứng và tiêu thụ sản lượng đang dần tăng lên hằng năm. Bên cạnh đó, các loại cây lấy gỗ lâu năm như bạch đàn, keo... đều được chú trọng sản xuất
- Những tài nguyên khoáng sản nổi bật của huyện là quặng sắt và vật liệu xây dựng. Hiện tại,quặng sắt tại xã Sơn Thọ đang được tiến hành khai thác. Những nguồn vật liệu xây dựng của huyện nổi bật là cát sỏi dọc bờ sông Ngàn Trươi, đã được nhân dân trong vùng khai thác từ lâu đời. Trong công cuộc xây dựng huyện mới, những nguồn tài nguyên này đã đóng góp rất lớn cho việc xây dựng các công trình hạ tầng cơ sở của huyện, tiêu biểu là đường Hồ Chí Minh, đoạn đi qua huyện...

## Hành chính
Huyện Vũ Quang có 10 đơn vị hành chính cấp xã trực thuộc, bao gồm thị trấn Vũ Quang (huyện lỵ) và 9 xã: Ân Phú, Đức Bồng, Đức Giang, Đức Hương, Đức Liên, Đức Lĩnh, Hương Minh, Quang Thọ, Thọ Điền.

## Lịch sử
Huyện Vũ Quang được thành lập vào ngày 4 tháng 8 năm 2000 trên cơ sở tách 6 xã: Đức Liên, Đức Hương, Đức Bồng, Đức Lĩnh, Đức Giang, Ân Phú thuộc huyện Đức Thọ; 5 xã: Hương Thọ, Hương Minh, Hương Đại, Hương Điền, Vũ Quang thuộc huyện Hương Khê và xã Sơn Thọ thuộc huyện Hương Sơn.
Ngày 3 tháng 10 năm 2003, Chính phủ ban hành Nghị định số 112/2003/NĐ-CP. Theo đó:
- Thành lập thị trấn Vũ Quang, thị trấn huyện lỵ huyện Vũ Quang trên cơ sở toàn bộ diện tích và dân số của xã Hương Đại, 103 ha diện tích tự nhiên và 373 người của xã Hương Minh, 159 ha diện tích tự nhiên và 282 người của xã Đức Bồng.
- Đổi tên xã Vũ Quang thành xã Hương Quang.

Từ đó đến cuối năm 2018, huyện Vũ Quang có 12 đơn vị hành chính cấp xã trực thuộc, gồm thị trấn Vũ Quang và 11 xã: Ân Phú, Đức Bồng, Đức Giang, Đức Hương, Đức Liên, Đức Lĩnh, Hương Điền, Hương Minh, Hương Quang, Hương Thọ, Sơn Thọ.
Ngày 21 tháng 11 năm 2019, Ủy ban Thường vụ Quốc hội ban hành Nghị quyết số 819/NQ-UBTVQH14 về việc sắp xếp các đơn vị hành chính cấp xã thuộc tỉnh Hà Tĩnh (nghị quyết có hiệu lực từ ngày 1 tháng 1 năm 2020). Theo đó:
- Điều chỉnh địa giới hành chính các xã: Hương Minh, Hương Quang, Sơn Thọ
- Sáp nhập hai xã Hương Thọ và Hương Quang thành xã Quang Thọ
- Sáp nhập hai xã Hương Điền và Sơn Thọ thành xã Thọ Điền.

Huyện Vũ Quang còn lại 1 thị trấn và 9 xã như hiện nay.

## Kinh tế - xã hội

### Kinh tế

#### Làng nghề
- Làng gốm Cẩm Trang thuộc xã Đức Giang, huyện Vũ Quang.
- Làng gốm Hợp Phát, thuộc xã Đức Giang, huyện Vũ Quang (Làng làm nghề gạch là chủ yếu), hiện nay do bị cạnh tranh nên sản phẩm không tiêu thụ được, dân trong làng nhiều người đã đi làm ăn xa.

Trước đây thợ gốm chủ yếu nung các loại sành nhỏ như: bình, vò, chậu liển, be, hũ, vại....dùng trong gia đình. Ngày nay Cẩm Trang đã nung gạch, ngói được nhiều người ưa chuộng. Nhưng do thiếu điều kiện như: giao thông, kỉ thuật mới hiện đại, thị trường....Nên nghề gốm cổ truyền ở Cẩm Trang (Có cả thôn Hợp Phát) nay đã mất mà chỉ có nghề nung gạch các loại

## Văn hóa
Chùa Ngọc Quy tại Hợp Phát, Đức Giang đang được trùng tu, mở rộng dần trở thành một trong những điểm đến tâm linh của người dân trong vùng
Các di tích văn hóa ở Ân Phú: Ân Phú là mảnh đất có nhiều di tích văn hoá về thờ cúng các vị thần linh, trong đó được các vua nhà Nguyễn phong sắc. Trong các vị thần nhân dân Ân Phú thờ phụng có 5 vị là người thực trong lịch sử đời nhà Trần, nhà Lê - gọi là nhân thần. Một là Lê Triều Hoàng Hậu, người họ Ngô  đầu đời nhà Lê (7 sắc), hai là Trần triều Trạng nguyên Kim Tử Vinh Lộc đại phu (2 sắc), ba là tiền Lê đô chỉ huy sử Lê Ngọc Xán (1 sắc), bốn là Kim Quy Sơn Tiền Trần Trạng nguyên , và năm là Tiền Lê Quốc tử giám giám sinh Lê tiên sinh đại lang. Hiện nay trên đất Ân Phú còn có 2 di sản văn hoá thờ cúng các vị thần hộ quốc giúp dân đã được các triều vua ban tặng đó là Đền Nhà Bà, hay gọi là Đền Vại, và Điện xóm Dênh dưới chân núi Mồng Gà. Còn các di danh những đền khác thờ các vị nhiên thần hộ quốc giúp dân hiển ứng trên núi Mồng Gà, đã được các vua nhà Nguyễn ban sắc tặng, các sắc này hiện đang lưu giữ tại Chùa Am (Đức Hoà-Đức Thọ), bao gồm 19 sắc phong.
Mộ và gia phổ của cha con trạng Sử Hy Nhan và Sử Đức Huy đang ở trên Ân Phú và do hậu duệ của các ông bảo quản và thờ tự.
Ngoài ra ở Vũ Quang còn có các di tích và danh thắng:
- Căn cứ địa Vũ Quang:
- Nhà thờ Phan Đình Phùng
- Mộ Phan Đình Phùng
- Sơn phòng Phú Gia
- Vườn Quốc gia Vũ Quang
- Đền Thượng Trụ ở xã Đức Liên.
- Đền Nhà Bà hay còn gọi là Đền Vại, nơi thờ Lê Triều Hoàng Hậu Ngô Thị Quận Quân tại Ân Phú (*)
- Đền Lệ Động tại xã Đức Lĩnh

### Nhân vật nổi tiếng
- Bốn trạng nguyên là: Sử Hy Nhan, Sử Đức Huy, Trần Thành Đốn, Trần Tiết Việt đang được thờ ở xã Ân Phú
- Binh bộ thượng thư Cù Ngọc Xán: Ông quê xã Ân Phú. Ông là Binh bộ thượng thư đời nhà Lê, là phu quân của bà Ngô Thị Ngọc Điệp, Nhà Lê ban quốc tính họ Lê, đời Khải Định có sắc phong thần hiệu là "Tiền Lê Đô chỉ huy sứ Lê Ngọc Xán"
- Nhà thơ Huy Cận: Tên thật là Cù Huy Cận (Sinh 31/5/1919, mất 19/2/2005), quê xã Ân Phú, dòng dõi Binh bộ thượng thư Cù Ngọc Xán. Ông là Nhà thơ nổi tiếng, Nhà hoạt động Văn hóa xuất sắc. Ông nguyên là Bộ trưởng Bộ Canh nông đầu tiên của Chính phủ Việt Nam do Chủ tịch Hồ Chí Minh đứng đầu, Thứ trưởng Bộ Văn hóa, Bộ trưởng đặc trách văn hóa nghệ thuật, Chủ tịch ủy ban toàn quốc Hội liên hiệp văn học nghệ thuật Việt Nam, nguyên Đại biểu Quốc hội nhiều khóa. Ông là Nhà thơ Việt Nam đầu tiên vinh dự được bầu làm Viện sĩ Viện hàn lâm Thơ thế giới (được bầu năm 2001). Ông được Nhà nước phong tặng giải thưởng Hồ Chí Minh về văn học, nghệ thuật (đợt 1), Huân Chương Sao Vàng và nhiều Huân chương cao quý khác...
- Bộ trưởng Bộ Tài nguyên và Môi trường, Chính phủ Việt Nam nhiệm kỳ 2011-2016, Nguyễn Minh Quang: người xã Đức Lĩnh.
- Tiến sỹ Trần Chí Thành, Viện trưởng Viện Năng lượng nguyên tử Việt Nam - Bộ Khoa học và Công nghệ

### Lễ hội truyền thống
- Ngày giỗ Bà Lê Triều Hoàng Hậu Ngô Thị Quận Quân được tổ chức vào ngày 12/2 âm lịch hàng năm tại Ân Phú (Năm 2008, Đền Nhà Bà đã được UBND xã Ân Phú tổ chức việc tu bổ và nâng cấp)
- Ngày tế thần kì an (cầu an) gọi là ngày lục ngoạt tổ chức tại điện Cơn Dênh, tế 12 vị thần để cầu an cho nhân dân Ân Phú tổ chứng vào ngày 15/6 âm lịch hàng năm.